# Fettich Nándor
Fettich Nándor (Acsád, 1900. január 7. – Budapest, 1971. május 17.) régész, ötvös, az MTA tagja.

## Élete
Középiskolai tanulmányait Szombathelyen és Budapesten végezte. 1921-ben a budapesti Pázmány Péter Tudományegyetemen szerezte bölcsész-doktori oklevelét Pannóniai fogadalmi táblák című értekezésével. 1921-1923 közt a Zeneakadémia fuvola tanszakának növendéke. 1926-tól a Magyar Nemzeti Múzeum Érem- és Régiségtára népvándorlás kori gyűjteményének felelőse. Miután megtanult oroszul, kiküldetésben járt – a régészek közül egyedül – a Szovjetunióban 1929-ben és 1935-ben. Alapító szerkesztője a Folia Archaeologica című sorozatnak 1939-ben. 1941-ben kinevezték a Magyar Nemzeti Múzeum igazgatójává. 1941-ben ötvösséggel kezdett foglalkozni. Ő maga is sok, történeti témájú domborművet készített.
1941 decemberétől majd másfél hónapon át Kijev múzeumaiban végzett kutatásokat László Gyulával, s bár szakszerű munkájukat a szovjet fél később is elismerte, a hadműveleti területre csak SA tiszti egyenruhában beléptetett tudósokat Magyarországon a háború után mégis retorziók érték. Az ottani múzeumban végeztek leletmentő munkát. Orosz nyelvtudásának köszönhetően meg tudta előzni a Magyar Nemzeti Múzeum műkincseinek széthordását is.
Az igazoló bizottság jelentése alapján először 1945-ben, majd egy tévesen a nyakába varrt ügy miatt 1949-ben kényszernyugdíjazták és akadémiai tagságától megfosztották. Ezután dolgozott napszámosként, üzemi nyilvántartóként, illetve egy játékgyárban is.
Mint ötvösművész tovább folytatta munkásságát. 1956-tól több tudományos dolgozat szerzője. 1957-től az Ötvösművészek Alkotóközösségének tagja. 1957-ben alkotásaival részt vett a Brüsszeli világkiállításon. 1959-1962 között a Magyar Tudományos Akadémia Régészeti Kutatócsoportjának szerződéses munkatársa volt. 1961-ben a kandidátusi kérelmét azonban elutasították.
A Magyar Régészeti Művészettörténeti és Éremtani Társulat és a Helsinki Finnugor Társaság tagja volt. Számos fontos régészeti lelőhely, köztük a nagyszéksósi lelet feltárásában, feldolgozásában vett részt.

## Főbb művei

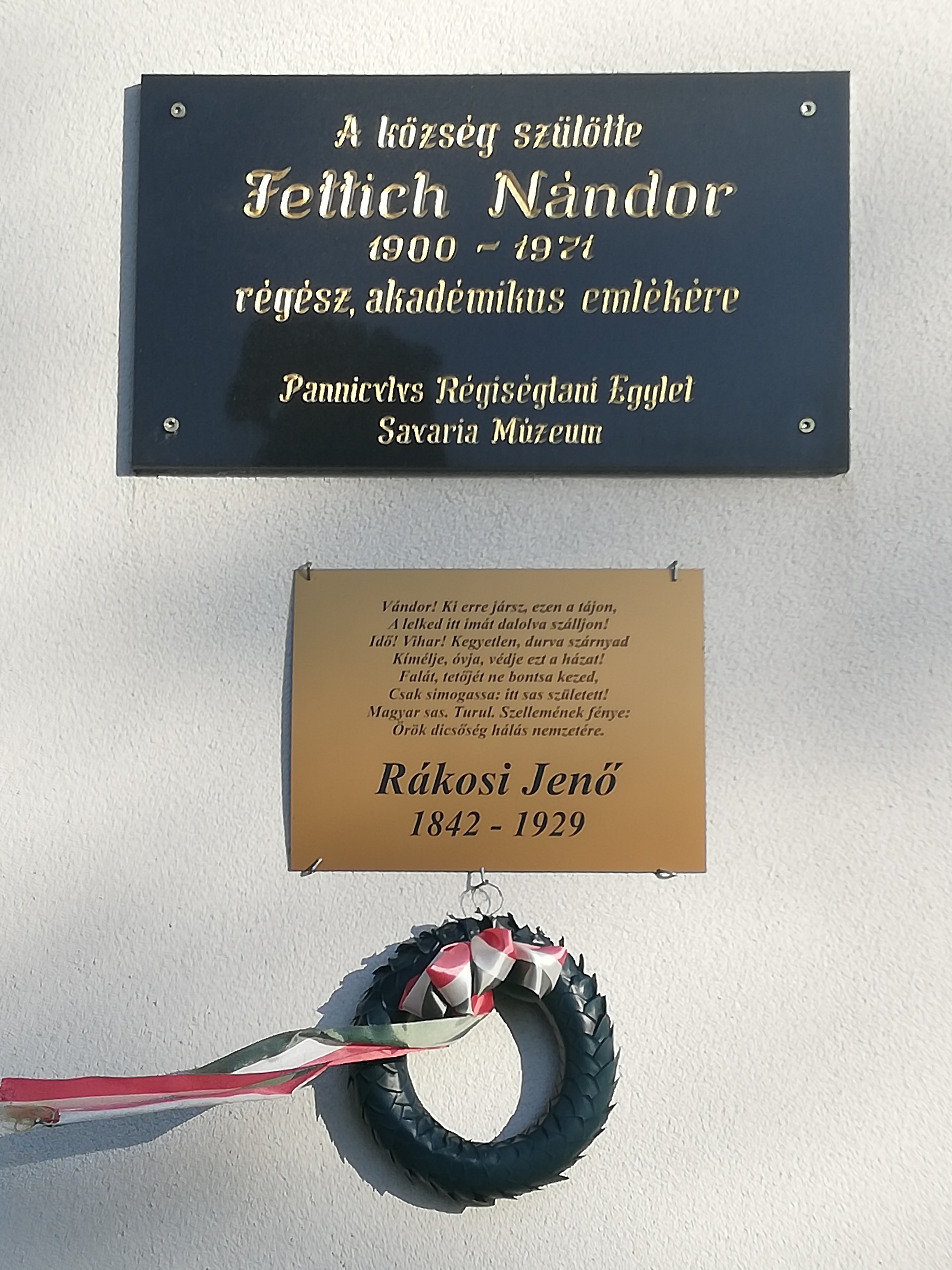
Fettich Nándor és Rákosi Jenő emléktáblái szülőfalujuk, Acsád faluházának falán

- 1926 Az avarkori műipar Magyarországon. Budapest
- 1927 A pannóniai matrónakultusz
- 1927 Újabb fegyvertörténeti adatok a koraközépkori lovasnomádok magyarföldi hagyatékából
- 1928 A zöldhalompusztai szkita lelet. Budapest
- 1929 Bronzeguss und Nomadenkunst. Prága
- 1932 A szilágysomlyói második kincs = Der zweite Schatz von Szilágysomlyó. Archaeologia Hungarica (8). Magyar Történeti Múzeum, Budapest.
- 1934 A garcsinovói szkíta lelet. Budapest
- 1937 A honfoglaló magyarság fémművessége. Budapest
- 1940 A hunok régészeti emlékei. Magyar Szemle Társaság. Budapest
- 1942 Die altungarische Kunst. Berlin
- 1942 Der Fund von Čadjavica. Vjestnik Hrvatskoga Arheološkoga Društva N. S.XXII-XXIII/1, 55-61.
- 1943 Győr története a XIII. század közepéig. Győr
- 1943-47 Magyar stílusok az iparművészetben I-III. Budapest
- 1951 Régészeti tanulmányok a késői hun fémművesség történetéhez. Budapest
- 1953 A szeged-nagyszéksósi hun fejedelmi sírlelet. Budapest
- 1958 A jánoshidai avarkori temető. Régészeti Füzetek II/1.
- 1965 Das awarenzeitliche Gräberfeld von Pilismarót-Basaharc. Budapest
- 1969 Újabb adatok az őskori kocsihoz a Kárpát-medencében. Studia Ethnographica 2. Budapest
- 1973 Das altmagyarisches Fürstengrab von Zemplín (tsz. Vojtech Budinský-Krička)
- 1990 A bánhalmi avar leletekről. A Szolnok Megyei Múzeumok Évkönyve VII, 123-137.
- Fettich Nándor ostromnaplója. 1945. január 16–február 19.; sajtó alá rend., jegyz. Bándi Gáborné; MNM, Bp., 2000 (Documentationes et communicationes)
- Magyar régészek a háborús Kijevben. Fettich Nándor kijevi naplója és László Gyula naplótöredéke; sajtó alá rend. Fodor István; Magyar Nemzeti Múzeum, Bp., 2018

## Díjak, elismerések
- 1969 Finn Oroszlán lovagrend lovagkeresztje